# Dion Vlak
Dion Vlak (Volendam, 28 de junio de 2001) es un futbolista neerlandés que juega de portero en el FC Volendam de la Eredivisie.

## Estadísticas

### Clubes
Actualizado al último partido disputado el 14 de diciembre de 2024.
| Club                          | Div.          | Temporada     | Liga  | Liga  | Copas nacionales | Copas nacionales | Copas internacionales | Copas internacionales | Total | Total |
| Club                          | Div.          | Temporada     | Part. | Goles | Part.            | Goles            | Part.                 | Goles                 | Part. | Goles |
| ----------------------------- | ------------- | ------------- | ----- | ----- | ---------------- | ---------------- | --------------------- | --------------------- | ----- | ----- |
| F. C. Volendam · Países Bajos | 2.ª           | 2021-22       | 1     | 0     | 0                | 0                | —                     | —                     | 1     | 0     |
| F. C. Volendam · Países Bajos | Total club    | Total club    | 1     | 0     | 0                | 0                | 0                     | 0                     | 1     | 0     |
| SV Spakenburg · Países Bajos  | 3.ª           | 2022-23       | 1     | 4     | 3                | 3                | —                     | —                     | 4     | 7     |
| SV Spakenburg · Países Bajos  | Total club    | Total club    | 1     | 4     | 3                | 3                | 0                     | 0                     | 4     | 7     |
| RKAV Volendam · Países Bajos  | 4.ª           | 2023-24       | 34    | 53    | 4                | 1                | —                     | —                     | 38    | 54    |
| RKAV Volendam · Países Bajos  | 3.ª           | 2024-25       | 17    | 38    | 0                | 0                | —                     | —                     | 17    | 38    |
| RKAV Volendam · Países Bajos  | Total club    | Total club    | 51    | 91    | 4                | 1                | 0                     | 0                     | 55    | 92    |
| Total carrera                 | Total carrera | Total carrera | 53    | 95    | 7                | 4                | 0                     | 0                     | 60    | 99    |